# Савельев, Иван Агеевич
Иван Агеевич Савельев — советский хозяйственный, государственный и политический деятель, Герой Социалистического Труда.

## Биография
Родился в 1912 году в селе Салтыково. Член КПСС с года.
С 1926 года — на хозяйственной, общественной и политической работе. В 1926—1982 гг. — подручный кузнеца, рыбак рыбной артели в Саратове, работник торговой лавке на полуострове Мангышлак, работник судоремонтного завода в Севастополе, на партийной работе в Кронштадте, охранник лагеря военнопленных во время Великой Отечественной войны, инструктором райкома ВКП(б), секретарь Владимирского райкома ВКП(б) по идеологии, председатель колхоза «Путь к коммунизму» Владимировского района Астраханской области.
Указом Президиума Верховного Совета СССР от 30 апреля 1966 года присвоено звание Героя Социалистического Труда с вручением ордена Ленина и золотой медали «Серп и Молот».
Делегат XXIII съезда КПСС.
Умер в Ахтубинске в 1982 году.